# Symétrie (physique)
Pour les articles homonymes, voir Symétrie (homonymie).
En physique la notion de symétrie, qui est intimement associée à la notion d'invariance, renvoie à la possibilité de considérer un même système physique selon plusieurs points de vue distincts en termes de description mais équivalents quant aux prédictions effectuées sur son évolution.
Une théorie physique possède alors une symétrie S, si toute équation dans cette théorie décrit tout aussi correctement une particule ρ qu'une particule -ρ 'symétrique' de ρ. La symétrie S considérée peut porter sur la charge électrique de la particule, ou sur toute autre variable, ou combinaison de variables, intervenant dans ses équations.
Cet article se propose de passer en revue les principaux types de symétries rencontrés en physique, de décrire brièvement leur implémentation formelle et enfin de présenter les mécanismes par lesquels une symétrie peut être brisée dans la nature, ce qui peut compliquer sa mise en évidence dans la pratique.

## Histoire de la notion de symétrie en physique
Le mot symétrie vient du grec ancien συμμετρία (summetría) indiquant une relation de commensurabilité, et plus spécifiquement de proportion harmonieuse entre différents éléments d’un tout. La notion moderne de symétrie conserve ce lien entre les idées d’harmonie, de beauté et d’unité, particulièrement développé dans la philosophie platonicienne, comme le montre l’exemple fameux des cinq « solides de Platon » du Timée. L’usage, souvent implicite, d’arguments de symétrie au service de raisonnements physiques existe ainsi depuis l’Antiquité. Chez les Grecs anciens, deux exemples sont restés particulièrement célèbres. Le premier, dû à Anaximandre et rapporté par Aristote dans son traité Du ciel explique l’immobilité de la Terre par sa position centrale dans un Cosmos sphérique (géocentrisme) : aucune direction ne pouvant être privilégiée pour son mouvement – ce qu’en termes modernes on qualifie d’isotropie – elle doit nécessairement demeurer statique. Le second est dû à Archimède, pour sa démonstration des lois de l’équilibre des corps et la recherche des barycentres.
C’est au XVIIe siècle que s’ajoute l’idée d’éléments interchangeables par rapport au tout, c’est-à-dire d’éléments différents, opposés au sein de l’ensemble qu’ils composent, mais pourtant dans une certaine relation d’égalité entre eux sous réserve de certaines transformations géométriques. C'est cette évolution qui va déboucher sur les notions géométriques élémentaires de symétries axiale et centrale.

### De la cristallographie au principe de Curie
Avec la naissance de la cristallographie à partir de la fin du XVIIIe siècle s’impose un premier usage systématique et mathématisé des symétries. En combinant les trois opérations de rotation, translation et réflexion (« symétrie miroir »), la cristallographie va aboutir, jusqu’aux travaux d’Auguste Bravais en 1848, à une classification systématique de l’ensemble des cristaux existants à partir de leurs mailles conventionnelles, réparties en six familles et quatorze « types de réseaux » différents. En plus de fournir une nomenclature des formes possibles, cette classification géométrique a également permis de caractériser un certain nombre de propriétés optiques et mécaniques des solides cristallins.
Après ces premières réussites, le physicien français Pierre Curie propose d'étendre l’usage des arguments de symétrie à des considérations non plus seulement géométriques, mais à l’étude générale des phénomènes physiques eux-mêmes. Dans un article célèbre publié en 1894, il propose, à partir de l'exemple des phénomènes électriques et magnétiques dans les cristaux, un vaste programme aux physiciens :

« Je pense qu’il y aurait intérêt à introduire dans l’étude des phénomènes physiques les considérations sur la symétrie familières aux cristallographes. […] Les physiciens utilisent souvent les conditions données par la symétrie, mais négligent généralement de définir la symétrie dans un phénomène. […] Deux milieux de même dissymétrie ont entre eux un lien particulier, dont on peut tirer des conséquences physiques. »

— Sur la symétrie dans les phénomènes physiques, p. 393-394.
Il fait appel pour cela à la notion de groupe – concept mathématique naissant qui deviendra l'outil majeur pour l'usage des symétries en physique théorique : « Un groupe d’opérations de recouvrement sera une réunion d’opérations telles que deux quelconques des opérations effectuées successivement donneront le même résultat que celui qu’on obtient par une opération unique faisant partie du groupe. »,
Il aboutit à deux conclusions importantes, baptisées depuis du nom de principe de Curie :
1. « Un phénomène peut exister dans un milieu qui possède sa symétrie caractéristique [la « symétrie maxima compatible avec l’existence du phénomène »] ou celle d’un des intergroupes[N 5] de sa symétrie caractéristique. »[2]
2. « Lorsque certaines causes produisent certains effets, les éléments de symétrie des causes doivent se retrouver dans les effets produits. Lorsque certains effets révèlent une certaine dissymétrie, cette dissymétrie doit se retrouver dans les causes qui lui ont donné naissance. »[3]

Dans la conclusion no 2, la seconde phrase n'est que la contraposée de la première. Curie souligne bien que leur réciproque, par contre, est fausse : la symétrie des effets n'implique pas la symétrie des causes, de même que la dissymétrie des causes n'implique pas la dissymétrie des effets. En résumé, un effet peut être « plus symétrique » que sa cause, mais il est au moins « autant symétrique » que celle-ci.

## Symétrie en physique classique
On présente ici les différents contextes de la physique classique où la notion de symétrie est particulièrement importante. On présente la notion d'isotropie, appelée encore symétrie de rotation, ou encore d'homogénéité qui est liée à l'invariance par translation dans l'espace.

### Symétrie et conservation
Le théorème de Noether établit que pour toute quantité conservée il existe une symétrie sous-jacente de la théorie, et réciproquement. Si l'on considère par exemple que les lois de la physique ne doivent pas dépendre du temps (symétrie de translation temporelle), alors l'énergie se conserve (et réciproquement) ; si l'on considère qu'elles ne doivent pas dépendre de la position dans l'espace (symétrie de translation spatiale), alors la quantité de mouvement se conserve (et réciproquement), etc.

## Types de symétrie
Trois distinctions entre symétries apparaissent en physique :
- la distinction symétrie discrète/symétrie continue, qui renvoie à la structure mathématique du groupe utilisé pour décrire formellement la symétrie ;
- la distinction symétrie globale/symétrie locale, qui renvoie à la structure physique de la théorie en indiquant si la symétrie dont on parle peut être appliquée en chaque point de l'espace de façon indépendante ou non ;
- la distinction symétrie interne/symétrie d'espace-temps, qui renvoie à l'objet sur lequel la symétrie agit. S'il s'agit d'un objet physique, comme le champ électromagnétique par exemple, alors on parle de symétrie interne. Si la symétrie agit sur l'espace dans lequel les objets physiques baignent, alors on parle de symétrie d'espace-temps[N 6].

### Symétrie discrète
Une symétrie est dite discrète lorsque l'ensemble des opérations de transformation autorisées constitue un ensemble fini. Par exemple les cristaux possèdent le plus souvent un groupe de symétrie discret appelé groupe cristallographique. D'autres symétries discrètes sont importantes en mécanique quantique: il s'agit des symétries de conjugaison de charge, de parité et d'inversion du temps qui permettent d'exprimer le théorème CPT affirmant que toute théorie quantique doit être invariante sous le produit de ces trois symétries.

### Symétrie continue
De façon intuitive, une symétrie est dite continue lorsque les paramètres qui la déterminent varient de façon continue. C'est le cas de la symétrie de rotation qui est associée au groupe de rotations dans l'espace par exemple. Ce dernier est paramétré par les trois angles d'Euler qui varient en effet de façon continue.
La structure mathématique qui sous-tend la description des symétries continues est la théorie des groupes de Lie dont le groupe des rotations est un exemple.

### Symétrie globale
Une symétrie est globale, on dit encore rigide, si on effectue la même transformation en tous les points du système pour aboutir à une configuration équivalente. Par exemple la loi universelle de la gravitation de Newton qui s'exerce entre deux corps est inchangée lorsqu'on effectue une rotation ou une translation identique sur les deux corps. On dit donc que la loi de la gravitation universelle est invariante sous les transformations globales de rotation et de translation.

### Symétrie locale
Il arrive parfois qu'une théorie admette une symétrie bien plus poussée, autorisant à effectuer des transformations différentes en chaque point de l'espace. Dans ces cas, on parle alors de symétrie locale.
Le premier cas connu de symétrie locale est celui de l'électromagnétisme. En effet les équations de Maxwell sont inchangées lorsqu'on change simultanément le potentiel électrique par la dérivée par rapport au temps d'une fonction arbitraire et qu'on change le potentiel vecteur par le gradient de cette même fonction. Si cette fonction varie selon le temps et l'espace alors en chaque point on effectue bien une transformation différente. Pourtant les équations restent inchangées et les conclusions physiques restent les mêmes. La fonction arbitraire servant à construire ces transformations paramétrise le groupe de symétrie locale de l'électromagnétisme qui est notée mathématiquement {\displaystyle U(1)\,}.
Dans le cas qu'on vient de voir, la symétrie utilisée agissait sur les champs de la théorie, il s'agissait donc d'une symétrie interne et dans ce cas on parle d'invariance de jauge. L'électromagnétisme est donc un exemple de théorie de jauge.
Si on a affaire à une symétrie d'espace-temps, comme le cas des translations par exemple, les choses sont un peu plus compliquées d'un point de vue technique. Si la théorie est telle que cette symétrie est en plus locale, elle possède alors l'invariance par reparamétrisation de l'espace-temps, on parle encore de covariance générale, et il s'agit alors de la relativité générale. La loi universelle de la gravitation est invariante sous les transformations globales de translation mais pas locales. La relativité générale peut donc être vue comme l'extension de la gravité newtonienne pour laquelle on a agrandi l'ensemble des transformations sous lesquelles elle est invariante.
Les deux cas que nous avons vus correspondaient à des groupes de symétrie discrets. Un cas plus exotique est celui de la construction d'orbifolds en théorie des cordes qui permet de construire des exemples de symétrie locale pour une symétrie discrète.

## Exemples de symétries courantes

### Symétrie de translation
Appelée aussi invariance sous les translations, cette symétrie dit que les lois physiques (relativité, gravité, électromagnétisme…) restent les mêmes en tout point de l'univers.

### Symétrie de rotation
Cette symétrie, appelée aussi invariance sous les rotations ou isotropie, désigne la caractéristique topologique d'une théorie ou d'un système physique qui n'est pas transformé par une rotation. L'objet le plus symétrique, sur ce point de vue, est la sphère car, elle reste mathématiquement inchangée par n'importe quelle rotation.

## Aspects mathématiques de la notion de symétrie

### Intégrabilité
L'intégrabilité est la propriété que possèdent certains systèmes d'avoir autant de quantités conservées que de degrés de liberté. Dans ce cas, la donnée de ces constantes du mouvement suffit à déterminer complètement le comportement du système. Le cas le plus simple est celui d'un seul degré de liberté comme un ressort oscillant selon une seule direction ou un pendule oscillant dans un plan. Dans ce cas, si le système est isolé, la seule donnée de l'énergie suffit à connaître toute la dynamique.
Certains systèmes possédant un nombre infini de degrés de liberté possèdent également un nombre infini de quantités conservées. Dans nombre de situations intéressantes cette propriété suffit à déterminer complètement l'ensemble des observables importantes du système. Pour cette raison on dit aussi des modèles qui les décrivent qu'ils sont exactement solubles. En accord avec le théorème de Noether l'algèbre de symétrie de tels systèmes est de dimension infinie.

## Symétrie et degrés de liberté
La symétrie est d'autant plus grande que les degrés de liberté sont redondants.

## Symétrie en physique quantique

### Mécanique quantique
En mécanique quantique, dans laquelle le système est décrit par des états quantiques qui forment un espace mathématique appelé espace de Hilbert, une transformation de symétrie représente le fait de changer ces états quantiques sans pour autant modifier le résultat de la mesure des observables de la théorie.
Le théorème de Wigner montre alors qu'une telle transformation de symétrie doit être représentée par un opérateur possédant certaines propriétés mathématiques précises et agissant sur l'espace de Hilbert.
Si on appelle {\displaystyle U^{s}(t)\,} l'opérateur de symétrie dans la représentation de Schrödinger, dans laquelle les états quantiques évoluent avec le temps, alors on peut montrer que la relation suivante doit être vérifiée
où {\displaystyle H(t)} est l'opérateur hamiltonien. Dans le cas où l'opérateur de symétrie ne dépend pas explicitement du temps (donc {\displaystyle U^{s}(t)=U^{s}}) alors cette condition se simplifie en
Cette relation exprime alors que cette symétrie est associée à une constante du mouvement par rapport au temps.
Dans la représentation de Heisenberg par contre, dans laquelle les états quantiques n'évoluent pas avec le temps, l'opérateur de symétrie prend une autre forme, notée {\displaystyle U^{h}(t)} et on peut montrer que la condition d'être une symétrie s'écrit

### Exemple: le spin
Lorsque le système possède la symétrie {\displaystyle SO(3)\,} qui est le groupe décrivant les rotations de l'espace alors on peut classer les états quantiques selon leur spin qui permet de mesurer la façon dont ils se transforment sous ce groupe.

### Cas d'une théorie des champs en deux dimensions: la symétrie conforme
La symétrie conforme est la propriété que possèdent certains systèmes de paraître semblables à eux-mêmes en changeant l'échelle d'observation (on dit aussi auto-similaires). En physique statistique on observe une grande classe de tels systèmes au cours d'une transition de phase.
La symétrie conforme peut être réalisée dans des systèmes de dimensions variées mais le cas à deux dimensions est très particulier car le groupe conforme qui est associé à cette symétrie possède alors une dimension infinie. Un aussi grand groupe de symétries impose des contraintes très fortes sur la structure des observables du système et dans nombre de situations la symétrie conforme est suffisante pour connaître exactement toutes les caractéristiques physiques du système.
Les contraintes supplémentaires apportées par la symétrie conforme peut amener des systèmes en apparence différents d'un point de vue microscopique à partager des propriétés macroscopiques communes lors de transitions de phase, on appelle cette propriété universalité.

## Brisure de symétrie
Expérimentalement il peut arriver qu'une symétrie ne soit pas observée. On dit alors que la symétrie est brisée. Cette brisure peut avoir deux origines : soit la symétrie attendue n'est pas une invariance fondamentale des lois sous-jacentes et alors on parle de brisure explicite, soit elle est une invariance fondamentale mais les conditions expérimentales sont telles que la symétrie n'apparaît pas explicitement. On parle dans ce cas de brisure spontanée.
transition de phase

### Brisure spontanée
Pour illustrer le mécanisme de brisure spontanée de symétrie il suffit de considérer l'exemple suivant : certains corps, comme le fer, le cobalt ou le nickel, sont susceptibles d'acquérir une aimantation lorsqu'ils sont mis en présence d'un champ magnétique. Ce sont des corps dits ferromagnétiques. Plus précisément, lorsque leur température est inférieure à leur température de Curie alors ils sont aimantables et un champ magnétique extérieur, même faible, suffit à faire apparaître dans tout le matériau une aimantation qui pointe dans la direction du champ extérieur. Si par la suite on éteint complètement ce champ extérieur, le corps conserve cette aimantation non nulle. Si ensuite on remonte progressivement la température jusqu'à atteindre puis dépasser sa température de Curie alors le corps perd son aimantation.
Pour décrire cette réaction très sensible à une faible perturbation extérieure (ici un champ magnétique), on dit qu'un corps ferromagnétique acquiert spontanément une aimantation lorsqu'il est refroidi en dessous de sa température de Curie. Cette aimantation fixe une direction particulière de l'espace et brise l'isotropie des lois de la mécanique quantique régissant le comportement des électrons au sein du matériau. Néanmoins cette brisure est faible au sens où si le champ magnétique externe avait pointé dans une autre direction, alors le ferromagnétique aurait acquis une aimantation pointant dans cette autre direction. À chaque fois la symétrie de rotation est donc brisée mais il y a équivalence entre toutes les directions de brisure possibles.
Lorsque la température remonte au-delà de la température de Curie, le corps perd sa capacité à acquérir une aimantation et il ne réagit plus à un champ magnétique externe. On dit donc qu'au-delà de cette température critique la symétrie de rotation est restaurée.
Les aspects qui viennent d'être décrits pour le ferromagnétisme sont très généraux et s'appliquent de façon semblable à tous les phénomènes de brisure spontanée de symétrie, qu'il s'agisse aussi bien de physique classique comme on l'a vu que de physique quantique avec l'exemple du mécanisme de Higgs, par lequel les particules élémentaires du modèle standard acquièrent leur masse. Au cours de ce processus c'est la symétrie de jauge {\displaystyle SU(2)\,} de la théorie électrofaible qui est spontanément brisée par le fait que le champ de Higgs acquiert une valeur moyenne dans le vide non nulle à basse température.
Dans un phénomène général de brisure spontanée de symétrie, il existe un paramètre continu (l'aimantation dans le cas du ferromagnétisme, la valeur moyenne du champ de Higgs en physique des particules) du système, appelé paramètre d'ordre, tel qu'en dessous d'une certaine valeur critique de la température, le système se trouve dans une phase où la symétrie est brisée et au-dessus de laquelle la symétrie est restaurée. Le fait de passer d'un régime à l'autre s'appelle une transition de phase.
Il faut noter toutefois qu'en pratique, si pour des raisons quelconques il n'y a pas de petite perturbation extérieure au système qui lui fait choisir un état brisant la symétrie alors il peut conserver un état parfaitement symétrique bien qu'il se trouve dans la phase où la symétrie est brisée. On dit alors qu'il se trouve dans un état métastable. Par exemple l'eau peut se trouver en état de surfusion si sa température est en dessous de 0 degrés mais qu'il n'existe aucune impureté pour commencer à former des cristaux de glace en son sein. Un exemple historique célèbre d'eau en surfusion est celui de la mort tragique des chevaux ayant traversé le lac Ladoga pendant la seconde guerre mondiale.

### Brisure quantique d'une symétrie classique
Une théorie peut posséder une symétrie au niveau classique, visible par exemple au niveau de son Hamiltonien, mais être brisée après la procédure de quantification par de subtils effets quantiques.
L'exemple le plus remarquable d'anomalie découvert est celui de l'anomalie d'échelle dans le cadre de la théorie quantique des champs. En effet, dans une théorie des champs ne possédant que des champs de masse nulle on peut effectuer une transformation d'échelle sur les directions d'espace et de temps sans pour autant affecter les équations du mouvement de la théorie.
Pourtant, comme on peut le montrer par des calculs explicites les observables quantiques ne satisfont pas la symétrie d'échelle en général et en conséquence les équations du groupe de renormalisation permettent de calculer explicitement la dépendance des mesures quantiques en fonction de l'échelle d'observation. C'est précisément cette anomalie d'échelle qui est responsable de la liberté asymptotique de la chromodynamique quantique.
Un autre exemple d'anomalie remarquable est celui de l'anomalie chirale.

## Une symétrie particulière: la supersymétrie

### Motivation
Le modèle standard confirmé par les observations montre une dissymétrie apparente entre bosons et fermions dans la nature. Une brique de ce modèle cependant n'avait pas encore été observée: le boson de Higgs qui est responsable de la brisure électrofaible et de l'existence d'une masse non nulle pour les champs de matière (électron, quarks etc.). Se pose donc la question de sa masse qui détermine le niveau d'énergie auquel on pourra éventuellement l'observer.
Comme on l'a introduit lorsqu'on a évoqué la renormalisation, les effets quantiques affectent la masse observée de toutes les particules et en particulier de la masse du Higgs. Or à la différence des autres particules, le boson de Higgs est un champ scalaire. D'un point de vue technique et à la différence des autres particules, un champ scalaire peut recevoir des corrections extrêmement grandes à sa masse (on dit qu'il n'est pas protégé) et la seule échelle naturelle pour ces corrections est la masse de Planck. Si comme on l'espère le Higgs ne se trouve pas à de tels niveaux d'énergie, et qu'au contraire il est observable à une échelle de l'ordre du TeV, il est nécessaire de trouver un mécanisme expliquant une masse observée si faible: c'est le problème de la hiérarchie qui est une question majeure d'un point de vue phénoménologique.
La supersymétrie, qui postule l'existence pour chaque boson d'une particule fermionique associée et réciproquement, a été introduite pour la première fois en 1971. Elle permettrait de résoudre naturellement le problème de la hiérarchie car dans ce cas on peut montrer que la correction à la masse du Higgs par une particule donnée est toujours annulée par celle de son partenaire supersymétrique. À ce jour il n'existe pas d'autre proposition résolvant le problème de la hiérarchie et la supersymétrie est donc devenue un concept majeur de la physique théorique depuis cette époque.
Comme la supersymétrie n'est pas observée dans la nature il est alors nécessaire d'introduire en même temps un mécanisme de brisure de la supersymétrie. Il existe beaucoup de tels modèles et il ne sera possible de discriminer entre eux qu'une fois la supersymétrie observée, si elle est effectivement observée. Ils ont néanmoins tous en commun de briser spontanément la supersymétrie dans la mesure où ces modèles contiennent toujours une restauration de la supersymétrie à haute énergie.